# Gymnopleurus profanus
Gymnopleurus profanus là một loài bọ cánh cứng trong họ Bọ hung (Scarabaeidae).